# Iósipos Misiódax
Iósipos Misiódax (ou Mœsiodax, en grec moderne Ιώσηπος Μοισιόδαξ ou Μοισιόδακας), né vers 1725-1730 et mort en 1800, est un écrivain et savant grec, partisan résolu des Lumières. Il est considéré en Grèce comme l'un des « Maîtres de la nation ».

## Biographie
Il naquit à Cernavodă, en Dobrogée (Roumanie actuelle, alors dans le pachalik ottoman de Silistra) ; son nom de baptême était Ioannis. Son nom de famille est inconnu, Misiódax (mésio-Dace) étant un surnom désignant un Valaque de Bulgarie. 
Après des études dans les centres intellectuels où fleurissait le néohellénisme, il devint l'élève d'Eugène Voulgaris à l'Académie Athonite (en) entre 1753 et 1756, puis poursuivit ses études à l'université de Padoue de 1759 à 1762.
Il entra ensuite au service de princes phanariotes dans les principautés danubiennes, où il devint professeur. Il fonda des écoles et contribua financièrement à renforcer le mouvement des Lumières.

## Œuvres de Misiódax
- (el) Ἰώσηπος Μοισιόδαξ, Ἠθικὴ Φιλοσοφία : Μεταφρασθείσα ἐκ τοῦ Ἰταλικοῦ ἰδιώματος, t. 1, Venise, Antoine Bortoli,‎ 1761 (lire en ligne)
- (el) Ἰώσηπος Μοισιόδαξ, Ἠθικὴ Φιλοσοφία : Μεταφρασθείσα ἐκ τοῦ Ἰταλικοῦ ἰδιώματος, t. 2, Venise, Antoine Bortoli,‎ 1762 (lire en ligne)
- (el) Ἰώσηπος Μοισιόδαξ, Θεωρία τῆς Γεωγραφίας, Vienne,‎ 1781 (lire en ligne)